# Pseudagrion seyrigi
Pseudagrion seyrigi là một loài chuồn chuồn kim trong họ Coenagrionidae.
Pseudagrion seyrigi được miêu tả khoa học năm 1951 bởi Schmidt.